# Rafael Saura Eymar
Rafael Saura Eymar (Mahón, 10 de diciembre de 1813 - Mahón, 18 de noviembre de 1871) fue un médico y político español, senador de España por las Islas Baleares (1871) y médico de cámara de la reina Isabel II. Perteneciente al partido político Unión Liberal desde su fundación en 1854, Saura fue candidato en dos ocasiones al Congreso de los Diputados por las Islas Baleares: la primera, en octubre de 1854, tras la Revolución de 1854 y el inicio del bienio progresista; y, la segunda, en enero de 1869, al término de la Revolución Gloriosa de 1868 y con España bajo un Gobierno Provisional. En ninguna de ellas logró los apoyos necesarios, a pesar de ser el candidato más votado en su isla de procedencia, Menorca.

En marzo de 1871, se presentó como candidato al Senado por las Islas Baleares, donde sí consiguió el acta de senador en mayo de ese mismo año.
Su fama y brillante trayectoria como médico y catedrático en obstetricia, hicieron posible que la reina Isabel II le nombrase su médico de cámara, acompañándola en el parto de su hija primogénita, la infanta Isabel de Borbón. Este acontecimiento supuso la consolidación del Doctor Saura como médico de referencia en la Corte, llegando a atender al general Prim tras el atentado que acabó costándole la vida en 1870.

## Biografía

### Primeros años
Nacido el 10 de diciembre de 1813 en Mahón, desde muy joven mostró un gran interés por los estudios, que inicia en su localidad natal y continúa en Palma de Mallorca, en donde cursa Derecho. Su destacada inteligencia ya siendo un niño causa sorpresa y admiración entre sus profesores, dificultando su formación y provocando un devenir de desplazamientos por varias escuelas.
A pesar de sus primeros pasos como estudiante de Leyes, Saura siempre se había interesado por la Medicina, cuya carrera inició, posteriormente, en la Escuela de Medicina de Barcelona, donde contaba muchos y buenos amigos. Los sucesos políticos le obligaron a trasladarse a París, en cuya ciudad ampliaría sus conocimientos de Medicina y conocería al también menorquín Doctor Mateo Orfila. El doctor Orfila escribiría a la familia de Saura, asegurándoles un muy brillante porvenir para su hijo, convirtiéndose éste, al reconocer su talento, en su principal valedor en la capital francesa.
En 1839 obtiene en París el título de Doctor en Medicina, concretamente, el 28 de febrero de ese mismo año, con su obra “Tesis para el Doctorado en Medicina” presentada en la facultad de París, versando sobre el “Magnetismo animal”, que dejó al tribunal examinador muy impresionado.